# Luitzen Brouwer

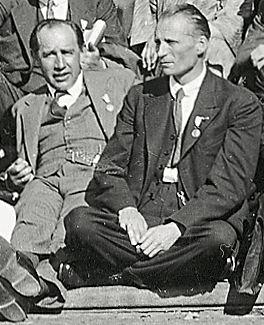
Harald Bohr e Luitzen Brouwer, seduto a gambe incrociate (Zurigo, Congresso internazionale dei matematici, 1932)

(Luitzen Brouwer)
(Luitzen Brouwer)
Luitzen Egbertus Jan Brouwer (Overschie, 27 febbraio 1881 – Blaricum, 2 dicembre 1966) è stato un matematico olandese, professore all'Università di Amsterdam dal 1912 al 1951. Considerato come uno dei massimi filosofi della matematica, fu il fondatore della "scuola intuizionistica", una delle principali scuole di filosofia della matematica del XX secolo.

## Biografia
Primo dei tre figli di Egbertus Luitzens Brouwer e di Henderika Poutsma, fin da giovane mostrò attitudine alla ricerca matematica e ad appena 16 anni fu immatricolato come studente di matematica all'Università di Amsterdam.
Studiò approfonditamente la geometria, la teoria generale dei rapporti tra la logica e la matematica e dimostrò una serie di importanti teoremi in topologia.
Le letture di Immanuel Kant e Arthur Schopenhauer influenzarono il suo pensiero, come si può constatare nel testo di filosofia Leven, Kunst en Mystiek (trad. it. Vita, Arte e Mistica, Adelphi ed., Milano, 2015), che pubblicò nel 1905, a 24 anni, e che segnò embrionalmente la nascita della sua prospettiva epistemologica dell'intuizionismo in matematica, le cui tesi essenziali sono: 
1. l'impossibilità di dedurre tutta la matematica dalla logica pura.
2. la riduzione della logica a un metodo, che si sviluppa con la matematica senza trascenderla.

Questo suo libro contiene già le sue concezioni di base sullo spirito, il linguaggio, l'ontologia e l'epistemologia e dichiara "l'origine soggettiva della matematica nell'intuizione umana". "Le tesi di Vita, arte e mistica si ritrovano sostanzialmente immutate, a distanza di diversi decenni, nel pensiero più maturo e più creativo di Brouwer.".
Il testo e le idee ivi espresse sono anche intrise di una misoginia espunta da Arend Heyting nella raccolta delle sue pubblicazioni, ma tuttora visibile in traduzioni integrali.
Nel 1904 sposò Élisabeth de Holl, una ricca farmacista divorziata più anziana di lui di undici anni, che aveva una figlia dal suo precedente marito: non ebbero figli.
Nel 1907 ottenne il Dottorato in Matematica, con una tesi sotto la direzione di Diederik Korteweg intitolata Sui fondamenti della matematica (Over de grondslagen der wiskunde).
Nel 1908 in The Unreliability of the Logical Principles formulò in termini generali la sua critica del Principio del terzo escluso, che sviluppò poi nel 1918-1919 nel saggio in due parti intitolato Founding Set Theory Independently of the Principle of the Excluded Middle e nel 1923 in  On the significance of the principle of excluded middle in mathematics, especially in function theory.
Nel 1910 pubblicò uno studio « Sull'analysis situs », nelle Mathematische Annalen e nel 1911, sulla stessa rivista diretta da David Hilbert, che lo stimava molto, uno studio di tipologia intitolato « Prova dell'invarianza della dimensione ».
Brouwer sviluppò le sue tesi intuizioniste spesso in polemica diretta contro lo stesso Hilbert, che era il principale rappresentante dell'approccio formalista ai fondamenti della matematica; Brouwer oppose al formalismo, che considera la matematica come un linguaggio, l'intuizionismo, che la considera come un insieme di giudizi sintetici a priori.
Nel 1912 divenne membro dell'Accademia Reale delle Arti e delle Scienze dei Paesi Bassi. In quegli anni dimostrò tra gli altri il Teorema del punto fisso e quello dell'invarianza di dominio, fondamentali in topologia, il Teorema della palla pelosa e introdusse la quantità di grado topologico.
Nel 1913 succedette a Korteweg, che lasciò per lui la cattedra, come professore ordinario di matematica all'Università di Amsterdam.
Nel 1914 accettò l'invito a far parte del comitato di redazione della rivista Mathematische Annalen.
Nel 1919 rifiutò due offerte di nomina a ordinario delle Università di Gottinga e di Berlino e pubblicò lo studio “Intuitionistic Set Theory” sul Jahresbericht der Deutschen Mathematiker Vereinigung.
Nel 1920 Cominciò il  “Grundlagenstreit” (Disputa sui fondamenti), con una conferenza di Brouwer tenuta al “Naturforscherversammlung” di Bad Nauheim, pubblicata l'anno seguente: “Does Every Real Number Have a Decimal Expansion?”; Hermann Weyl prese le difese dell'intuizionismo nel 1921, con  “On the New Foundational Crisis of Mathematics”; Hilbert gli rispose nel 1922 con “The New Grounding of Mathematics”.
Nel 1926 Brouwer tenne delle conferenze a Gottinga.
Nel 1927 Brouwer tenne delle conferenze a Berlino, alle quali assistettero André Weyl e Hans Freudenthal, che in seguito diventò assistente di Brouwer. Il Berliner Tageblatt propose un pubblico dibattito tra Brouwer e Hilbert, che però non ebbe luogo e l'editore Walter de Gruyter gli comandò un libro, che rimase però incompleto e fu pubblicato postumo assieme alle conferenze.
Il 10 e il 14 marzo 1928 Brouwer tenne due conferenze a Vienna, “Mathematics, Science and Language”, nella quale riprese gli stesi temi di Vita, Arte e Mistica e “The Structure of the Continuum”, la prima più filosofica e la seconda più matematica, conferenze alle quali assistettero Gödel e Wittgenstein; nella prima Brouwer situò esplicitamente il suo pensiero nella linea di Kant e di Schopenhauer.
In quello stesso anno Hilbert, temendo che dopo la sua morte sotto l'influenza di Brouwer la rivista da formalista diventasse intuizionista, lo fece escludere (con il parere contrario di Einstein e di Carathéodory) dal comitato di redazione delle Mathematische Annalen.
Nel 1929, nel mese di Agosto, su un tram a Bruxelles, Brouwer fu derubato di una cartella contenente un quaderno con tutte le sue annotazioni matematiche, perdendo così tutto il lavoro degli anni precedenti, e cadde in una profonda depressione.
Nel 1934 Brouwer pubblicò il primo numero della sua propria rivista, Compositio Mathematica e tenne una serie di conferenze a Ginevra, su invito del matematico e filosofo svizzero Ferdinand Gonseth.
Nel 1935 Ludwig Bieberbach, un matematico tedesco membro del NSDAP che faceva parte del comitato di redazione della rivista Compositio Mathematica, gli chiese di escludere gli ebrei dal comitato, Brouwer rifiutò e Bieberbach dette le dimissioni.
Dal 1935 al 1941 fu consigliere municipale a Blaricum, eletto per il partito neutralista.
Nel 1941 e nel 1944, degli incendi distrussero gran parte della sua biblioteca e dei suoi archivi.
Durante l'occupazione tedesca dei Paesi Bassi, dal 1940 al 1945, Brouwer aiutò la resistenza mettendo a disposizione l'Istituto di matematica, di cui era il direttore, per depositarvi del materiale e nascondendo degli Ebrei e delle persone perseguitate. Nel 1943 suggerì ai suoi studenti di firmare la dichiarazione di lealtà richiesta dai Tedeschi, per poter continuare a studiare in tutta tranquillità, e quando questi si rifiutavano di farlo, Brouwer e Heyting li aiutavano a continuare lo stesso gli studi, rendendo loro visita di nascosto. A causa di questo, dopo la liberazione, Brouwer fu sospeso dall'insegnamento per alcuni mesi, profondamente ulcerato e offeso da questa punizione a suo dire del tutto immeritata, Brouwer pensò di emigrare in Sudafrica o negli Stati Uniti.
Nel 1950 la rivista Compositio Mathematica, la cui pubblicazione era stata sospesa sotto l'occupazione, apparve di nuovo, ma benché il nome di Brouwer figurasse sempre sulla copertina, egli fu rimosso dal comitato di redazione della rivista che aveva fondato.
Dal 1947 al 1951 Brouwer diede una serie di conferenze a Cambridge, che saranno poi pubblicate postume nel 1981.
Nel 1951, con la fine dell'insegnamento all'Università di Amsterdam,  divenne sempre più isolato e sofferente di ideazioni paranoiche, e anche le sue buone relazioni con Arend Heyting , suo allievo e successore alla direzione del'Istituto di Matematica, si incrinarono.
Negli anni seguenti dette delle conferenze a Londra e Città del Capo (nel 1952), a Helsinki, negli Stati Uniti (MIT, Princeton, University of Wisconsin-Madison, Berkeley, Chicago e in Canada ( al Congresso canadese di matematica a Kingston)  (nel 1953), a Dublino  (nel 1954).
Dopo la morte di sua moglie nel 1959, all'età di 89 anni, visse gli ultimi anni di vita con Emilie Haspels, l'archeologa dell'Università di Amsterdam, di cui condivideva gli interessi per l'antichità classica, morì a 85 anni, investito da un'auto mentre attraversava la strada.

## Distinzioni
Fu membro dell'Accademia Reale delle Arti e delle Scienze dei Paesi Bassi, dell'Accademia Reale Prussiana delle Scienze di Berlino, dell'Accademia delle scienze di Gottinga e membro straniero della Royal Society di Londra (dal 27 maggio 1948).
Ricevette il dottorato honoris causa  dell'Università di Oslo (1929) e di quella di Cambridge (1954), e nel 1932 fu fatto Cavaliere dell'Ordine del Leone dei Paesi Bassi.

## Omaggi
A partire dal 1970, la Società reale di matematica dei Paesi Bassi (Koninklijk Wiskundig Genootschap, fondata nel 1778), ogni tre anni onora con la Medaglia Brouwer un matematico d'eccezione, in memoria di Luitzen Egbertus Jan Brouwer.